# 屏東線
屏東線（へいとうせん）は、台湾高雄市三民区の高雄駅から屏東県枋寮郷の枋寮駅に至る台湾鉄路管理局の鉄道路線。台湾鉄路管理局の西部幹線の一部として建設された。

## 路線データ
- 管理者：台湾鉄路管理局
- 路線距離（営業キロ） : 高雄～枋寮間 61.3km
- 軌間：1,067mm
- 駅数：21
- 複線区間 : 
  - 高雄～潮州間 36.1km
  - 南州～林辺間 6.8km
- 電化区間 : 全線（交流25,000V）
- 電報略号：ㄆㄥㄒ
- 開業日：1908年一部開業、1941年12月15日全線開業。

## 歴史
- 1907年10月1日 - 打狗駅（現・高雄港駅）～九曲堂間が開業[2]。
- 1911年 - 総督府の鉄道技術者・工学者飯田豊二らの手により下淡水渓鉄橋着工[3]。
- 1913年12月20日 - 下淡水渓鉄橋を含む阿猴駅（現屏東駅）～九曲堂駅間が開業[4]。
- 1941年12月15日 - 全区間が開業[5](p453)。
- 1944年 - 林辺以南が不要不急線として休止[5]。
- 1953年1月16日 - 休止区間が復旧[6]。
- 2013年6月25日 - 帰来駅から潮州駅までが単線高架化[7]。
- 2018年10月14日 - 高雄市内の地下化区間開通、同時に民族・科工館・正義の3駅が新規開業[8]。

### 複線化
戦前に複線化されていたのは1942年完工の鳳山以東のみだった。1980年代に屏東までの複線化事業が進行し、1988年に高屏渓を渡河する九曲堂から屏東間が、1989年に鳳山と九曲堂間が開通し、屏東以東が全区間複線化された。2015年には電化区間延伸とともに潮州までの複線化が完了した。

### 電化
1996年9月14日に屏東までが、2015年8月23日には潮州まで、2019年12月20日に潮州駅から枋寮駅までの25.2kmで電化区間が延伸されたことにより、屏東線の全線電化が完了した。

### 旧施設
- 高屏渓鉄橋

1987年6月17日に路線の複線化に先立って複線橋梁へ切り替えられた。
- 潮州旧鉄橋

1929年に開通し、2013年の電化の際に新橋に切り替えられた東港渓の旧鉄橋は自転車道に生まれかわり、当時の面影を残すよう再塗装された。また、地元有志が文化遺産登録を県に働きかけており、協議が開始された。その後、2016年6月14日に屏東県議会において、文化資産登録のための審議を通過した。

## 運行形態
- 区間車
- 西部幹線対号列車
  - 一般に潮州・屏東～七堵・基隆間を運行。
  - 一部列車は花蓮や台東まで運行。
- 南廻線直通列車
  - 台南・新左営～台東・花蓮間を運行。
  - 一部列車は台中や彰化まで運行。

## 使用車両
- 自強号
  - E1000（プッシュプル式）
  - EMU1200
  - TEMU2000
- DR2900型気動車
- DR3000型気動車
- DR3100型気動車
- 莒光号
  - 頭等客車/二等客車（平快を除く）
  - 復興号（多客期の臨時列車のみ）
- 区間車/区間快車
  - EMU500
  - EMU600
  - EMU800

### 過去の車両
- DR2800型気動車
- 普快車

## 駅一覧
- ※の駅は廃止された駅である。
- 背景色が■である部分は現在施設が供用されていない、または完成していないことを示す。

| 駅名       | 駅名         | 駅名                          | 駅間 キロ | 累計 キロ | 等級 | 接続路線・備考                                   | 所在地 | 所在地 |
| 日本語     | 繁体字中国語 | 英語                          | 駅間 キロ | 累計 キロ | 等級 | 接続路線・備考                                   | 所在地 | 所在地 |
| ---------- | ------------ | ----------------------------- | --------- | --------- | ---- | ------------------------------------------------ | ------ | ------ |
| ※高雄港駅  | 高雄港車站   | Kaohsiung Port                |           | 0.0       | 廃止 | 旧一等、貨物駅。 旧名打狗、高雄                  | 高雄市 | 鼓山区 |
| ※寿山駅    | 壽山車站     | Shoushan                      |           | 1.4       | 廃止 | 旧名山下町                                       | 高雄市 | 鼓山区 |
| ※三塊厝駅  | 三塊厝車站   | Sankuaicuo                    |           | 2.6       | 廃止 | 縦貫線の駅として2018年に再設置                   | 高雄市 | 三民区 |
| 高雄駅     | 高雄車站     | Kaohsiung                     | 0.0       | 0.0       | 特等 | ■縦貫線と接続 ■高雄臨港線（廃止） ■高雄捷運:紅線 | 高雄市 | 三民区 |
| 民族駅     | 民族車站     | Minzu                         | 1.4       | 1.4       | 簡易 | ■高雄捷運:黄線（計画中）                         | 高雄市 | 三民区 |
| 科工館駅   | 科工館車站   | Science And Technology Museum | 1.0       | 2.4       | 簡易 | ■高雄捷運:環状軽軌（建設中）                     | 高雄市 | 三民区 |
| 正義駅     | 正義車站     | Zhengyi                       | 1.8       | 4.2       | 簡易 | ■高雄捷運:黄線（計画中）                         | 高雄市 | 苓雅区 |
| 鳳山駅     | 鳳山車站     | Fengshan                      | 1.6       | 5.8       | 二等 |                                                  | 高雄市 | 鳳山区 |
| 後庄駅     | 後庄車站     | Houzhuang                     | 3.7       | 9.5       | 簡易 |                                                  | 高雄市 | 大寮区 |
| 九曲堂駅   | 九曲堂車站   | Jiuqutang                     | 4.3       | 13.8      | 三等 |                                                  | 高雄市 | 大樹区 |
| 六塊厝駅   | 六塊厝車站   | Liukuaicuo                    | 5.0       | 18.8      | 招呼 |                                                  | 屏東県 | 屏東市 |
| 屏東駅     | 屏東車站     | Pingtung                      | 2.2       | 21.0      | 一等 |                                                  | 屏東県 | 屏東市 |
| 広東南路駅 | 廣東南路車站 |                               |           |           |      | 計画駅                                           | 屏東県 | 屏東市 |
| 帰来駅     | 歸來車站     | Guilai                        | 2.6       | 23.6      | 招呼 |                                                  | 屏東県 | 屏東市 |
| 麟洛駅     | 麟洛車站     | Linluo                        | 2.3       | 25.9      | 招呼 |                                                  | 屏東県 | 麟洛郷 |
| 西勢駅     | 西勢車站     | Xishi                         | 2.4       | 28.3      | 三等 |                                                  | 屏東県 | 竹田郷 |
| 竹田駅     | 竹田車站     | Zhutian                       | 3.7       | 32.0      | 簡易 |                                                  | 屏東県 | 竹田郷 |
| 潮州駅     | 潮州車站     | Chaozhou                      | 4.1       | 36.1      | 一等 | 潮州車両基地支線                                 | 屏東県 | 潮州鎮 |
| 崁頂駅     | 崁頂車站     | Kanding                       | 4.8       | 40.9      | 招呼 |                                                  | 屏東県 | 崁頂郷 |
| 南州駅     | 南州車站     | Nanzhou                       | 2.4       | 43.3      | 三等 |                                                  | 屏東県 | 南州郷 |
| 鎮安駅     | 鎮安車站     | Zhen'an                       | 3.6       | 46.9      | 招呼 | ■東港線                                          | 屏東県 | 林辺郷 |
| 林辺駅     | 林邊車站     | Linbian                       | 3.2       | 50.1      | 三等 |                                                  | 屏東県 | 林辺郷 |
| 佳冬駅     | 佳冬車站     | Jiadong                       | 4.0       | 54.1      | 甲簡 | 戦時中に一時廃止、戦後復活                       | 屏東県 | 佳冬郷 |
| 東海駅     | 東海車站     | Donghai                       | 3.1       | 57.2      | 招呼 |                                                  | 屏東県 | 枋寮郷 |
| ※建興駅    | 建興車站     | Jianxing                      |           | 62.7      | 廃止 |                                                  | 屏東県 | 枋寮郷 |
| 枋寮駅     | 枋寮車站     | Fangliao                      | 4.1       | 61.3      | 二等 | 南廻線と接続                                     | 屏東県 | 枋寮郷 |